# Aaron Bernstein
Aaron David Bernstein, noto anche con lo pseudonimo di Aaron Rebenstein (Danzica, 6 aprile 1812 – Berlino, 12 febbraio 1884), è stato un giornalista tedesco, cofondatore dell'ebraismo riformato a Berlino.

## Biografia
Aaron Bernstein crebbe a Danzica, figlio di un rabbino ricevette un'approfondita formazione religiosa. Da ventenne si trasferì a Berlino dove, da autodidatta, imparò il tedesco e studiò letteratura e materie scientifiche. A Berlino si mantenne lavorando come venditori di libri d'antiquariato.
La sua carriera letteraria cominciò nel 1834 con la pubblicazione di una traduzione commentata del Cantico dei cantici.
Fu fondatore della prima comunità ebraica riformata in Germania; divenne noto per aver fondato la rivista Urwhälerzeitung (1849) e successivamente la Volkszeitung.